# Elasmothemis aliciae
Elasmothemis aliciae is een libellensoort uit de familie van de korenbouten (Libellulidae), onderorde echte libellen (Anisoptera).
De wetenschappelijke naam Elasmothemis aliciae is voor het eerst geldig gepubliceerd in 2006 door González-Soriano & Novelo-Gutiérrez.